# Valis: The Fantasm Soldier
Valis: The Fantasm Soldier est un jeu vidéo de type action-RPG sorti en 1986 et fonctionne sur MSX, Nintendo Entertainment System, Mega Drive et PC-Engine CD. Le jeu a été développé par Telenet Japan puis édité par Riot et Renovation.

## Accueil
- Famitsu : 22/40 (MD)[1]